# Маргарита Анжуйська
Маргарита Анжуйська (16 січня або 23 березня 1429, Понт-а-Муссон — 1482, Сузе-Шампіньї) — королева Англії. Вона була однією з головних фігур у серії династичних громадянських воєн, відомих як « Війни Білої та Червоної троянд», і часом особисто очолювала ланкастерську фракцію. Деякі її сучасники, такі як герцог Саффолк, високо оцінили «її доблесну мужність і нестримний дух», а Едвард Холл описує її особистість: «Ця жінка перевершувала всіх інших своєю красою і прихильністю, а також дотепністю та політикою, і мала шлунок і мужність, більше схожі на чоловіка, ніж на жінку».
Через розлади психічного здоров'я свого чоловіка Маргарет керувала королівством замість нього. Саме вона закликала до Великої Ради в травні 1455 р., яка виключила йоркську фракцію на чолі з Річардом Йоркським, 3-м герцогом Йоркським, і це забезпечило іскру, яка запалила громадянську війну, що тривала понад 30 років, знищила стару знать Англії, та спричинила загибель тисяч людей, у тому числі її єдиного сина Едуарда Вестмінстерського, принца Уельського, в битві при Тьюксбері в 1471 році.
Маргарет потрапила в полон Йорків після поразки ланкастерців під Тьюксбері. У 1475 р. була викуплена з полону своїм двоюрідниим братом, королем Франції Людовиком XI. Вона поїхала жити до Франції як бідна родичка французького короля, й там вона померла у віці 52 років.

## Життєпис
Походила з роду Анжу-Валуа. Донька Рене Доброго, герцога Анжу, Лотарингії, графа Провансу, титулярного короля Неаполю. Її матір'ю була Ізабела Лотаринзька. Маргарита Анжуйська народилася 16 січня (за іншими відомостями 23 березня) 1429 року в Анжері. Була видана заміж у 1445 році за короля Англії Генріха VI Плантагенета і фактично відразу стала відігравати вирішальну роль в політичному житті країни. Її амбітність і владність стали однією з причин повстання Йорків, що призвело до початку війни Червоної та Білої Троянди.
23 квітня 1445 року Маргарет одружилась з королем Англії Генріхом VI в абатстві Тічфілд в Гемпширі. Їй було п'ятнадцять, а йому двадцять три. Коронувалася 30 травня 1445 року в Вестмінстерському абатстві Джоном Стаффордом, архієпископом Кентерберійським. Ті, хто передбачав майбутнє повернення англійських претензій на французьку територію, вірили, що вона розуміє свій обов'язок захищати інтереси Корони. Весілля було дуже дорогим, за оцінками деяких істориків понад 5000 фунтів стерлінгів.
Незабаром після її коронації Рене Анжуйський вступив у переговори з англійською короною, намагаючись обмінятись на все життя союзом і двадцятирічним перемир'ям в обмін на поступку території Анжуйського графства, що перебувало під владою Англії, і згоду Генрі відмовитися від своїх претензій до Анжу. Врешті-решт, угода закінчилася без союзу з Анжу та втратою графства Мен. Чутки про те, що поступка Менським графством була частиною шлюбного врегулювання Маргарет, хоч і помилкові, але циркулювали і повторювались літописцями. Маргарет поряд з Генріхом тісно листувалася з Карлом VIII щодо угоди, намагаючись виступити посередником.
Втрата Мен, розцінена як зрада, була глибоко непопулярною серед англійської громадськості, яка вже схилялася до недовіри Маргарет через її французьке походження.

У перші роки шлюбу, до хвороби Генріха, Маргарет і Генрі проводили значну частину часу разом. Вони поділяли інтерес до освіти та культури. 30 березня 1448 року вона отримала ліцензію на заснування коледжу Квінс в Кембриджі. До 1453 року є мало свідчень про громадську активність з її боку. Більшість її листів, що збереглися, були написані в цей період, і більшість стосуються актів заступництва, посередництва та втручання у справи, щодо яких її просили діяти, такі як організація шлюбів, повернення незаконно забраного майна та милостині. Це були очікувані і важливі частини ролі дворянки та королеви.

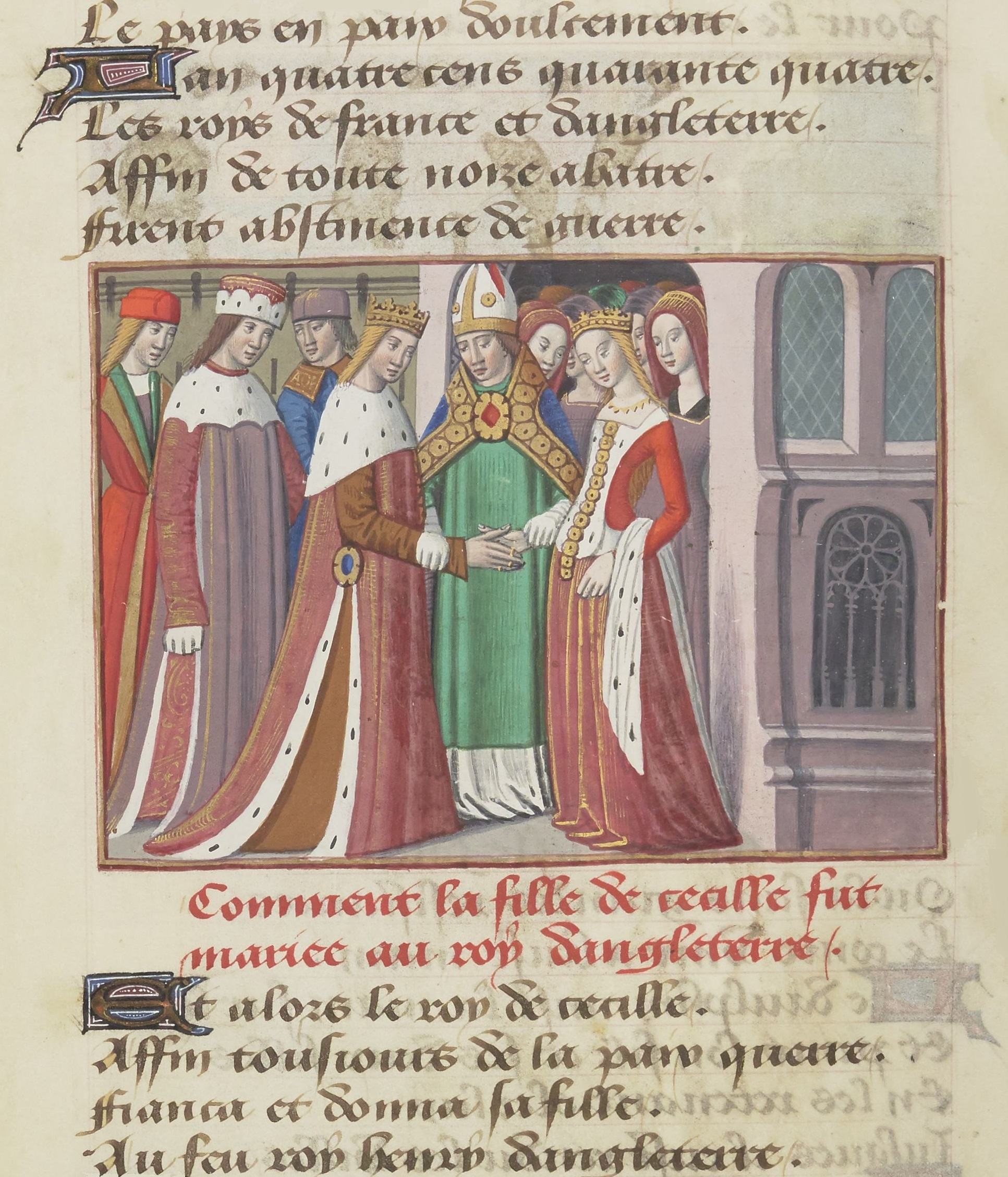
Вінчання Генріха VI та Маргарити. Мініатюра з Vigiles de Charles VII.

Генріх, котрий більше цікавився релігією та навчанням, аніж військовими справами, не був надто успішним королем. Він був коронований, коли йому виповнилось лише кілька місяців, і його діями керували протектори, магнати, які фактично були регентами. Коли він одружився з Маргарет, його психічний стан був уже нестабільним, і на момент народження їх єдиного сина Едварда Вестмінстерського, принца Уельського (народився 13 жовтня 1453), він зазнав повного зриву.

## «Війни троянд»
Ворожнеча між фракціями Йорків і Ланкастерів переросла у збройний конфлікт. У травні 1455 року, через п'ять місяців після того, як Генріх VI одужав від нападу душевної хвороби і закінчився період регентства Річарда Йорка, Маргарита домоглася від Великої Ради виключення з нього фракції Йорків. Рада закликала до збору прихильників в Лестері, щоб захистити короля «від його ворогів». Йорк, мабуть, був готовий до конфлікту і незабаром рушив з півдня, щоб зустрітися з армією Ланкастерів, які йшли з півночі. Ланкастери зазнали нищівної поразки в першій битві при Сент-Олбансі 22 травня 1455 року. Сомерсет був убитий, Уїлтшир біг з поля бою, король Генріх був узятий в полон, переміг Йорк.
У 1459 році військові дії поновилися в битві при Блор-Хіфе, де Джеймс Туше, барон Одлі, був розбитий армією Йорків, яка перебувала під командуванням Річарда Невіла, графа Солсбері.
Поки Маргарита намагалася отримати подальшу підтримку фракції Ланкастерів в Шотландії, її головний командувач, Генрі Бофорт, герцог Сомерсет, здобув велику перемогу для неї в битві при Вейкфілді 30 грудня 1460 року розбивши об'єднані війська герцога Йоркського і графа Солсбері. Обидва вони були обезголовлені, а їхні голови насаджені на ворота Йорка.
Далі була перемога 17 лютого 1461 року у другій битві при Сент-Олбансі, в якій Маргарита брала безпосередню участь. У цій битві вона перемогла сили Йорків на чолі з Річардом Невілом, графом Воріком, і повернула з полону свого чоловіка. Саме після цієї битви Маргарита зробила кричущий акт помсти, наказавши стратити двох військовополонених йоркширів, Вільяма Бонвілля, барона Бонвілля, і сера Томаса Кіріеля, які охороняли короля Генріха під час бою.
Удача знову опинилася на боці Йорків: Ворік був переможений і убитий королем Едуардом IV в битві при Барнеті 14 квітня 1471 року. Маргарита була змушена вести в бій свою власну армію в битві при Тьюксбері 4 травня 1471 року, в якій сили Ланкастерів були розбиті, а її сімнадцятирічний син був убитий. Обставини смерті Едуарда ніколи не були з'ясовані повністю: невідомо, чи був він убитий під час бойових дій або ж був страчений після битви герцогом Кларенсом. За останні десять років Маргарита заробила репутацію агресивної і жорстокої правительки, але після поразки в Тьюксбері і смерті єдиного сина вона була повністю розчавлена.

## Полон

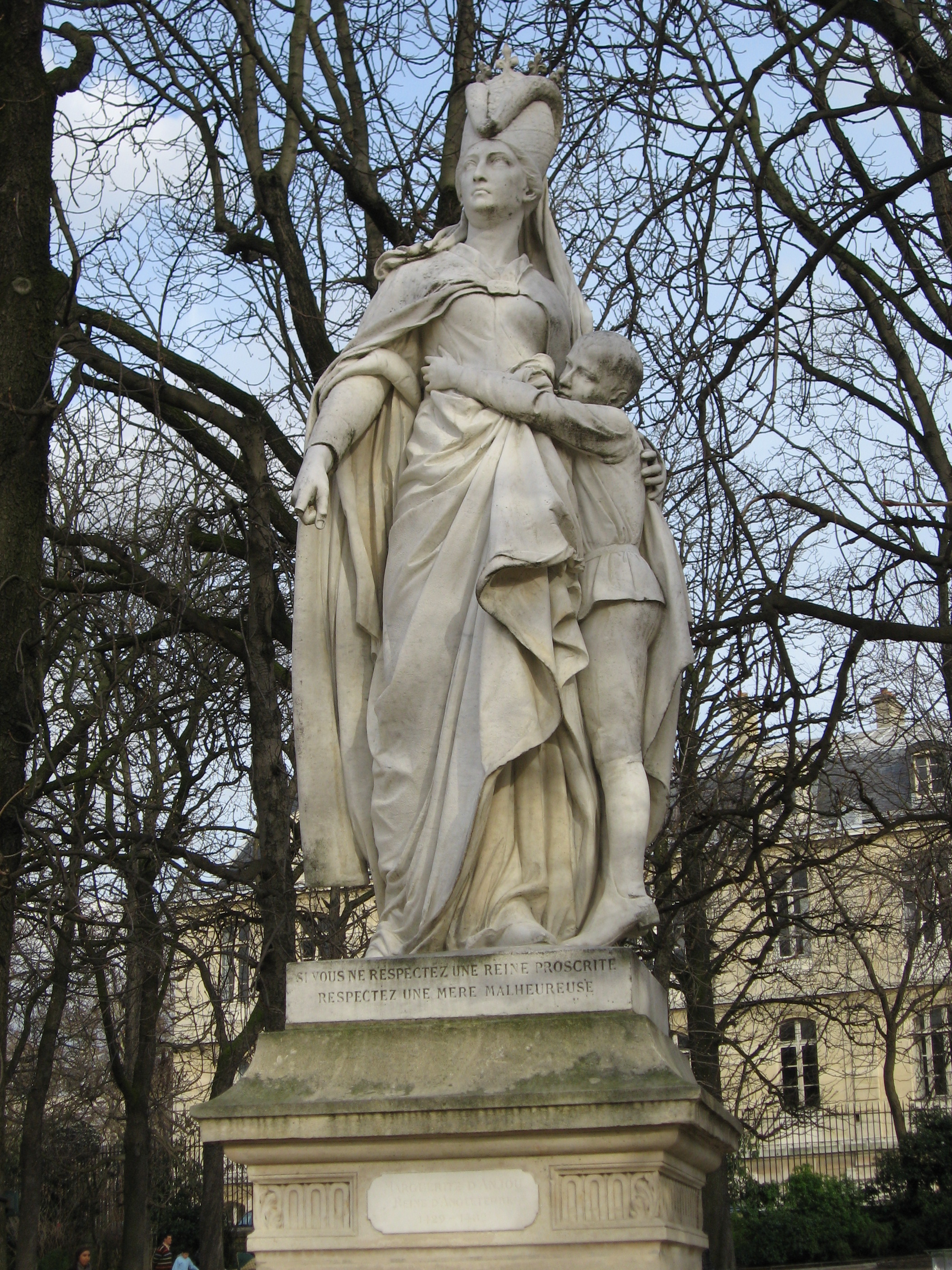
Маргарита Анжуйська та її син принц Едуард. Париж.

Полонену королеву перевезли в Лондон. На наступний день помер король Генріх. За офіційною версією, він помер від горя, почувши про смерть сина. Але ймовірно, кров колишнього короля на руках переможця — Едуарда.
Маргарита чотири роки провела в полоні в Англії. Французькому королю вона була не потрібна після загибелі чоловіка і сина, її батько не втручався. Нарешті в 1475 році після укладення англо-французького договору Людовик XI заплатив викуп за Маргариту, яка повинна була відмовитися від усіх прав в Англії, і в січні 1476 року повернулася до Франції. Батько надав Маргариті замок і невеликий пансіон.

## Смерть батька
В 1480 році Рене Анжуйський помер, Маргарита була змушена просити захисту у французького короля. Вона повинна була принижуватися та жити в крайній бідності. Її вигнали з замку і вона знайшла притулок у лицаря Француа Віньолеме, васала її батька.
Маргарита Анжуйська померла у віці 52 років. Маргарита була похована разом з батьками в соборі Анже. За часів Французької революції її останки були спаплюжені повстанцями.

## В культурі
Після втечі до Франції, Маргарита виклала історію своїх бід і поневірянь придворному хроністу Жоржу Шателлену, який, зворушений її пригодами, присвятив їй свій трактат «Храм Бокаччо» (Le Temple de Boccace).
Маргарита є однією з головних дійових осіб в шекспірівській трилогії про Генріха VI і п'єсі Річард III. Крім того, вона є головною героїнею однойменної опери Джакомо Мейєрбера і ряду літературних творів:
- «Останній з баронів» Едварда Бульвер-Літтона (1843)
- «Маргарита Анжуйська» Бетті Кінг (1974)
- «The Sunne in Splendour» Шерон Кей Пенман (1982)
- «Червона троянда» Анжу Джейн Плейді (1982)
- «Queen of Lions» Алана Саважа (1994)
- «The Royal Consorts» Анни Пауерс
- «Королева останніх надій» Сьюзан Хіггінботем (2011)
- «Господиня дому Ріверс» і «Біла королева» Філіппи Грегорі

#### в кіно
- Епоха королів (1960, роль виконала Мері Морріс)
- Серія фільмів BBC, заснованих на п'єсах Шекспіра (1982, роль виконала Джулія Фостер)
- Біла королева (2013, роль виконала Верле Батенс)
- Порожня корона (2016, роль виконала Софі Оконедо)

У 2020 році Філіпа Стефані зобразила Маргариту Анжуйську в акторському записі мюзиклу «Війна матері», заснованого на «Війнах троянд».